# Pekka Markkanen
Pekka Markkanen, né le 28 mai 1967, à Pori, en Finlande, est un joueur de basket-ball finlandais. Il évolue au poste de pivot.

## Biographie
Son fils Eero (né en 1991) est joueur professionnel de football et un autre fils Lauri (né en 1997) est l'un des meilleurs joueurs de basket-ball de sa génération.